# سلسلية طوقية الشكل
سلسلية طوقية الشكل (بالإنجليزية: Streptobacillus moniliformis)‏ هو نوع من البكتيريا سلبية الغرام الطويلة والرقيقة.
تتكون من عدد من البكتيريا الصغيرة تدعى عصيات، يمكنها أن تسبب حُمَّى عَضَّةِ الجُرَذ (Rat-bite fever) وحمى هافرهيل (Haverhill fever).
العلاج: البنسلين، الدوكسيسيكلين.